# Aimée Rapin
Pour les articles homonymes, voir Rapin.
Adeline Aimée Rapin, née à Payerne le 14 décembre 1868 et morte à Genève le 5 mai 1956, est une artiste peintre suisse.
Née sans bras, elle a peint avec le pied environ 4 000 tableaux, principalement des portraits, dont ceux de beaucoup de personnalités internationales de son temps.

## Biographie
Aimée Rapin devient élève de Meyenburg — qui lui avait donné ses premières leçons de dessin dès six ans —, Bischoff et Barthélemy Menn. Elle obtient deux premiers prix à l'École genevoise des Beaux-Arts.
Devenue célèbre, elle part à Londres et à Paris où elle rencontre Sarah Bernhardt, va en Espagne, en Afrique du Nord, en Italie et en Hollande. Elle expose aux Salons de Paris, Munich, Berlin, Rome et Montréal. Les commandes affluent de la cour d'Angleterre, des États-Unis, du Canada.
En 1891, elle obtient sa première commande du comte Szymanovski, descendant des rois de Pologne, qui lui demande de faire son portrait, qui devra figurer à l'Exposition universelle de Berlin.

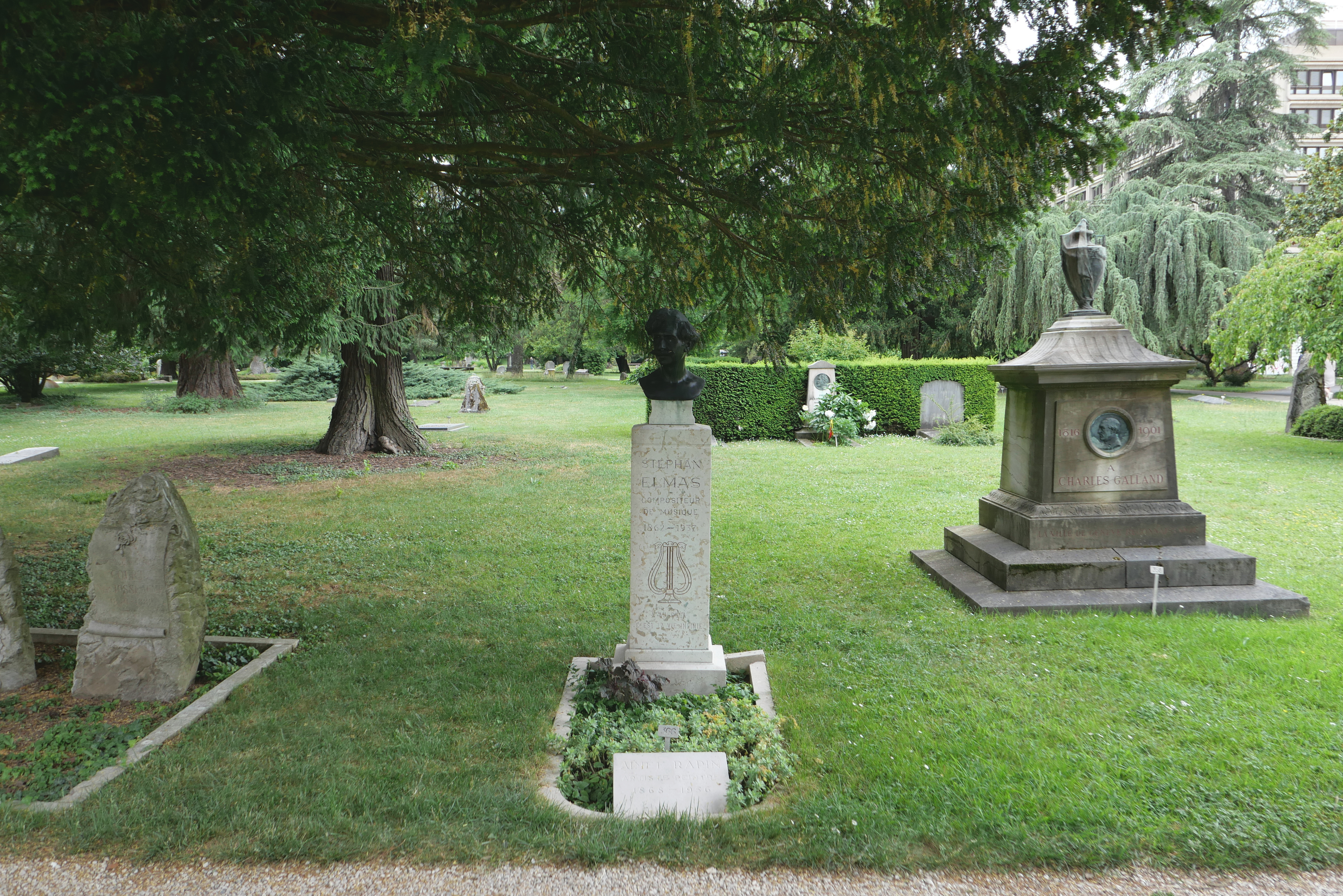
La tombe d'Elmas et Rapin au cimetière des Rois à Genève

Installée à Genève en 1892, la Ville lui commande le portrait de Philippe Plantamour et celui de Nicolas Théodore de Saussure, et le musée cantonal des beaux-arts de Lausanne conserve le Portrait de Gustave Doret. Les musées[Lesquels ?] de New York et d'Ottawa conservent également ses œuvres.
Elle fut membre de la Société suisse des femmes artistes.
Le compositeur arménien Stéphan Elmas (Smyrne, 1862-Genève, 1937), atteint d'une surdité grandissante à la suite d'une fièvre typhoïde contractée en 1897, s'est installé à Genève en 1912. Il se lia d'amitié et s'éprit d'Aimée Rapin, handicapée elle aussi.

## Œuvres
Environ 4 000 portraits et autres compositions (fleurs, paysages, animaux, nus masculins)[réf. nécessaire].

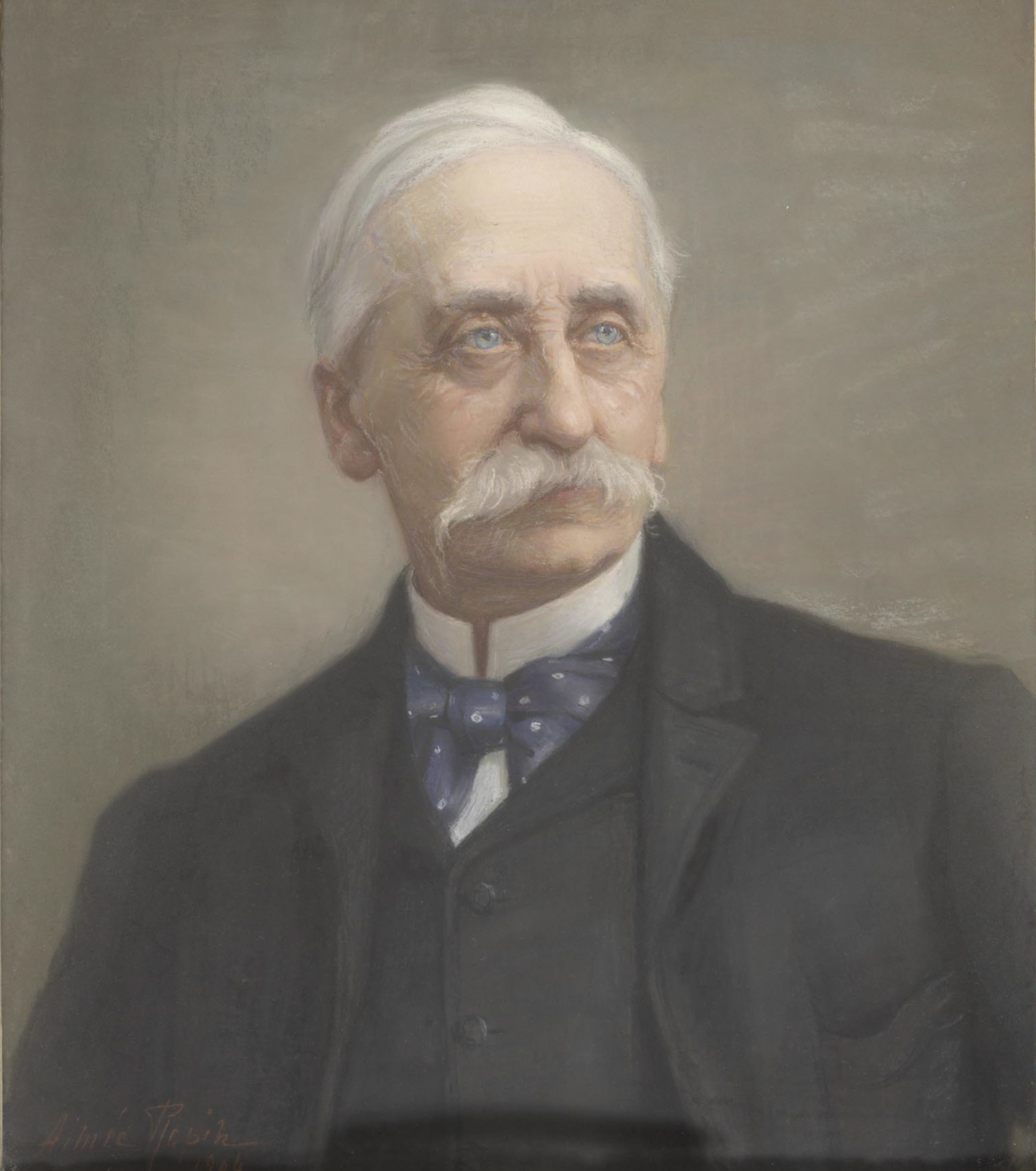
Portrait du colonel Théodore de Saussure, 1904

### Source
- [PDF] « Aimée Rapin Peintre sans bras », sur payerne.ch (consulté le 29 septembre 2009)